# Torrey (Utah)
Pour les articles homonymes, voir Torrey.
Torrey est une municipalité américaine située dans le comté de Wayne en Utah. Lors du recensement de 2010, sa population est de 182 habitants.

## Géographie
Selon le Bureau du recensement des États-Unis, la municipalité s'étend en 2010 sur une superficie de 0,51 mille carré (1,32 km2).
Torrey se trouve sur la route 24, à une dizaine de kilomètres du parc national de Capitol Reef. En raison de sa situation de « porte d'entrée » du parc, elle compte plusieurs hôtels et restaurants.

## Histoire
La localité est fondée vers 1880 par des pionniers mormons. D'abord connue sous le nom de Youngtown, elle est renommée en l'honneur de Jay L. Torrey (membre de la législature du Wyoming et colonel dans l'armée).

## Démographie
| 1910 | 1920 | 1930 | 1940 | 1950 | 1960 |
| ---- | ---- | ---- | ---- | ---- | ---- |
| 142  | 252  | 274  | 241  | 241  | 128  |

| 1970 | 1980 | 1990 | 2000 | 2010 | - |
| ---- | ---- | ---- | ---- | ---- | - |
| 84   | 140  | 122  | 171  | 182  | - |